# Cornelius Gurlitt (kompozytor)
Cornelius Gurlitt (ur. 10 lutego 1820 w Altonie, zm. 17 czerwca 1901 tamże) – niemiecki kompozytor.

## Życiorys
Studiował w Altonie u Johanna Petera Reineckego, następnie był uczniem Christopha Ernsta Friedricha Weysego w Kopenhadze. W latach 1841–1845 działał jako nauczyciel w Hørsholmie. Dzięki stypendium przyznanemu przez króla duńskiego odbył podróż po Europie, w trakcie której poznał Roberta Schumanna, Alberta Lortzinga i Roberta Franza. Po powrocie do kraju działał jako nauczyciel w Altonie, podczas wojny prusko-duńskiej (1848–1851) był dyrygentem orkiestry wojskowej. Od 1864 do 1898 roku pełnił funkcję organisty kościoła św. Trójcy w Altonie. W latach 1879–1887 wykładał także w konserwatorium w Hamburgu.
Był autorem ponad 250 kompozycji, w tym oper Die römische Mauer (wyst. Altona 1860) i Scheik Hassan (niewystawiona), 3 sonat skrzypcowych, 3 sonat wiolonczelowych, licznych pieśni. Zasłynął jednak przede wszystkim jako autor miniatur fortepianowych o przeznaczeniu pedagogicznym i do muzykowania domowego. Ich zbiór wydał drukiem Willy Rehberg (Der neue Gurlitt, 2 tomy, wyd. Moguncja 1931). Największą popularność zdobyło sobie Scherzo op. 115, zawierające humorystyczne przetworzenie piosenki O, du lieber Augustin.